# Planetas além de Netuno

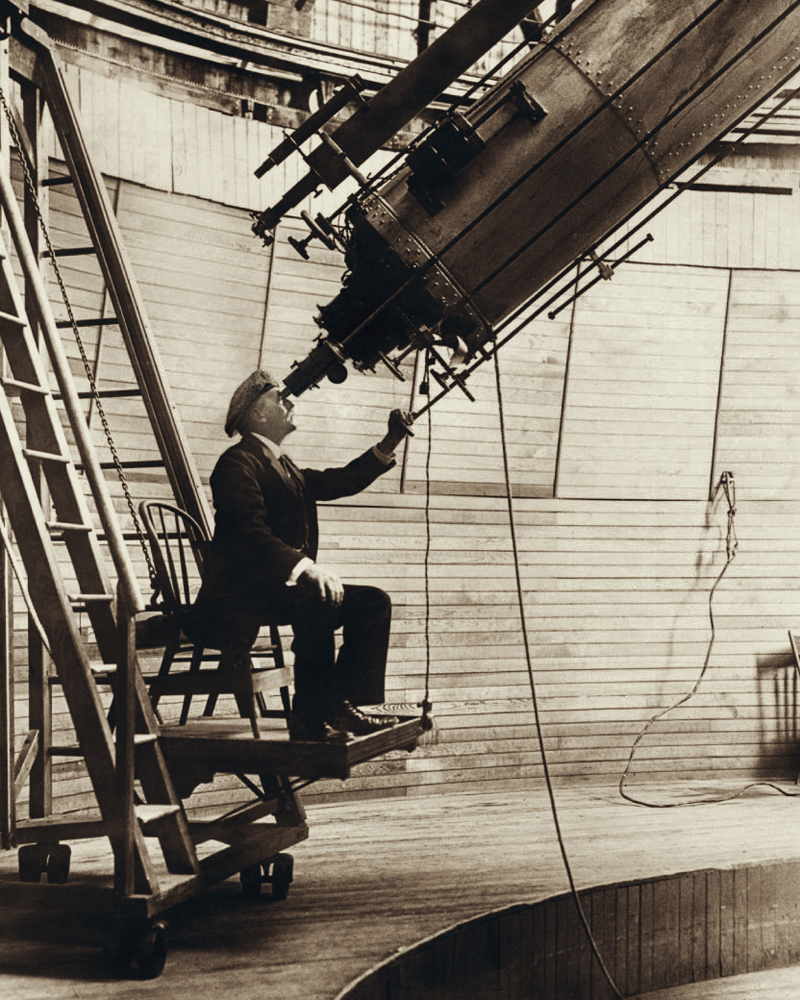
Percival Lowell, criador da hipótese do planeta X

Acompanhando a descoberta do planeta Netuno em 1846, havia a suposição de que outro planeta poderia existir além de sua órbita. A busca começou na metade do século XIX e culminou no início do século XX com a procura de Percival Lowell pelo planeta X. Lowell propôs a hipótese do planeta X para explicar evidentes discrepâncias nas órbitas dos planetas gigantes, especialmente Urano e Netuno, especulando que a gravidade de um extenso e inobservado nono planeta poderia ter perturbado Urano o bastante para esclarecer as irregularidades.
A descoberta de Plutão por Clyde Tombaugh em 1930 serviu para validar a hipótese de Lowell, e Plutão foi então oficialmente nomeado nono planeta. Entretanto, em 1978, concluiu-se que ele era muito pequeno para que sua gravidade afetasse os planetas gigantes, o que resultou numa breve busca por um décimo planeta. A busca foi preponderantemente abandonada no início dos anos 90, quando um estudo de medições feito pela espaçonave Voyager 2 revelou que as irregularidades observadas na órbita de Urano deram-se por um equívoco na estima da massa de Netuno. Após 1992, o descobrimento de vários pequenos objetos gélidos com órbitas similares ou até mais largas que a de Plutão levou a um debate sobre se ele deveria permanecer um planeta ou se ele e seus vizinhos deveriam receber sua própria classificação, igual aos asteroides. Embora uma parcela dos mais extensos membros desse grupo fossem inicialmente descritos como planetas, em 2006 a União Astronômica Internacional reclassificou Plutão e seus vizinhos mais extensos como planetas anões.
Apesar da comunidade astronômica concordar hoje que o planeta X como foi inicialmente presumido não existe, a ideia de um planeta inobservado foi ressuscitada por cientistas a fim de explicar outras anomalias observadas no Sistema Solar. Em março de 2014, análises do telescópio WISE eliminaram a possibilidade de um objeto do porte de Saturno para algo em torno de 10.000UA, e um objeto de porte maior ou igual a de Júpiter para 26.000UA.
No ano de 2014, baseado nas semelhanças entre as órbitas de um grupo de objetos transnetunianos extremos recentemente descobertos, astrônomos supuseram a existência de uma Superterra, 2 a 15 vezes a massa da Terra e além de 200UA, com possibilidade de uma órbita inclinada de cerca de 1500UA. Em 2016, trabalhos posteriores mostraram que esse planeta desconhecido está provavelmente numa órbita inclinada e excêntrica que não aproxima-se mais que 200UA e distancia-se mais que 1600UA do Sol. Sua órbita é prevista para ser desalinhada aos objetos transnetunianos agrupados. Em razão de Plutão não ser mais considerado um planeta pela União Astronômica Internacional, esse novo objeto hipotético tornou-se conhecido como Planeta Nove.

## Primeiras especulações

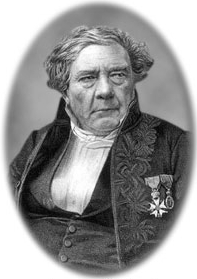
Jacques Babinet, antigo propoedor de um planeta trasnetuniano

Entre 1840 e 1850, o matemático francês Urbain Le Verrier usou a Mecânica Clássica para analisar perturbações na órbita de Urano e supôs que elas foram causadas pela atração gravitacional de um planeta misterioso. Le Verrier previu a posição desse novo planeta e enviou seus cálculos ao astrônomo alemão Johann Gottfried Galle. Em 23 de setembro de 1846, a noite após sua recepção da carta, Galle e seu estudante Heinrich d'Arrest descobriram Netuno exatamente onde Le Verrier previra. Remanesceram, porém, algumas pequenas discrepâncias nas órbitas dos planetas gigantes. Essas serviram para indicar a existência de outro planeta orbitando o Sol além de Netuno.  
Mesmo antes da descoberta de Netuno, alguns especulavam que um planeta só não era suficiente para explicar a discrepância. Em 17 de novembro de 1834, o reverendo astrônomo amador inglês Thomas John Hussey relatou uma conversa que tivera com o astrônomo francês Alexis Bouvard a George Biddell Airy, Astrônomo Real Britânico. Hussey relatou que, quando sugeriu a Bouvard que o movimento incomum de Urano poderia dever-se à influência gravitacional de um planeta desconhecido, Bouvard respondeu que a ideia lhe passou pela cabeça e que ele trocara cartas com Peter Andreas Hansen, diretor do observatório Seeberg, em Gotha, sobre o assunto. A opinião de Hansen foi que um único corpo não poderia satisfatoriamente explicar os movimentos de Urano. Com isso, ele pressupôs que dois planetas situavam-se além de Urano.
Em 1848, Jacques Babinet levantou uma objeção aos cálculos de Le Verrier, alegando que a massa averiguada de Netuno era menor e que sua órbita era maior do que Le Verrier inicialmente previra. Ele postulou que outro planeta, de aproximadamente 12 vezes a massa da terra, o qual ele chamou de Hyperion, deveria existir além de Netuno.  Le Verrier contestou a hipótese de Babinet, dizendo:''Não há absolutamente nada pelo qual se possa determinar a posição de outro planeta, salvo pelas hipóteses nas quais a imaginação desempenha papel proeminente."
Em 1850, James Ferguson, astrônomo assistente do observatório Naval dos Estados Unidos, notou que ''perdera'' a estrela que observava, GR1719k, o que Lt.Matthew Maury, superintendente do observatório, alegou ser evidência de um novo planeta. Pesquisas posteriores falharam em localizar o ''planeta'' numa posição diferente e, em 1878, CHF Peters, diretor do observatório do colégio Hamilton, em Nova Iorque, mostrou que a estrela na verdade não sumira e que o resultado anterior deu-se por falha humana.
Em 1879, Camille Flammarion notou que os cometas 1862 III e 1889 III tinham ápside de 47 e 49UA, respectivamente, sugerindo que eles poderiam indicar o raio orbital de um planeta desconhecido que os arrastou para uma órbita elíptica. O Astrônomo Georges Forbes concluiu com base nessa evidência que dois planetas deveriam existir além de Netuno. Ele calculou, baseado no fato que quatro cometas possuíam afélios de 100UA e outros seis com afélios agrupados de cerca de 300UA, os elementos orbitários de um par de planetas transnetunianos hipotéticos. Esses elementos coincidiram com aqueles feitos independentemente por outro astrônomo, chamado David Peck Todd, sugerindo a muitos que eles poderiam ser válidos. Contudo, céticos argumentaram que as órbitas dos planetas envolvidos ainda eram muito incertas para produzir resultados significativos.
Em 1900 e 1901, o diretor do observatório do Colégio de Harvard, Willian Henry Pickering liderou duas buscas pelos planetas transnetunianos. A primeira foi iniciada pelo astrônomo dinamarquês Hans Emil Lau que, após estudar os dados das órbitas de Urano de 1690 a 1895, concluiu que um só planeta transnetuniano não poderia ser responsável pelas discrepâncias em sua órbita, supondo que dois planetas eram os responsáveis. A segunda foi iniciada quando Gabriel Dallet sugeriu que um planeta transnetuniano sozinho situado a 47UA poderia responsabilizar-se pelo movimento de Urano. .
Em 1909, Thomas Jefferson Jackson See, um astrônomo com a reputação de egocêntrico oposicionista, opinou: ''há certamente um, bem provável dois e possivelmente três planetas além de Netuno''. Provisoriamente nomeando o primeiro planeta de Oceanus, ele estabeleceu suas respectivas distâncias como 42, 56 e 72UA do Sol. Ele não deu nenhuma indicação de como ele determinara a existência deles e nenhuma busca conhecida foi montada para localizá-los.
Em 1911, o astrônomo indiano Venkatesh P. Ketakar sugeriu a existência de dois planetas transnetunianos, que ele chamou de Brahma e Vishnu, reformulando os padrões observados por Pierre-Simon Laplace nos satélites planetários de Jupiter e aplicando-os aos planetas externos. As três luas galileanas de Jupiter, Io, Europa e Ganímedes, estão presas numa complicada ressonância 1:2:4 chamada de ressonância de Laplace. Kekatar propôs que Urano, Netuno e seus hipotéticos planetas trasnetunianos prenderam-se em ressonâncias similares a de Laplace. Seus cálculos previram a Brahma uma distância média de 38.95UA e um período orbital de 242.28 anos terrestres (3:4 de ressonância com Netuno). Quando Plutão foi descoberto 19 anos depois, sua distância média de 39.48UA e período orbital de 248 dias terrestres aproximaram-se da previsão de Ketakar (Plutão de fato tem ressonância de 2:3 com Netuno). Ketakar não fez predições de elementos orbitais além de distância média e período. Não é claro como Ketakar chegou a esses valores, e seu segundo planeta, Vishnu, nunca foi encontrado.

## Planeta X
Em 1894, com a ajuda de Wiliam Pickering, Percival Lowell, um rico de Boston, fundou o observatório Lowell em Flagstaff, Arizona. Em 1906, convencido que poderia resolver o enigma da órbita de Urano, ele iniciou um grande projeto para buscar por um planeta transnetuniano, que ele chamou de planeta X. O X no nome é pronunciado como a letra, em vez do numeral romano para o 10 (na época, o planeta X seria o nono planeta). A esperança de Lowell em achar o planeta X era para restabelecer sua credibilidade cientifica, que tinha-lhe escapado graças a sua crença amplamente ridicularizada dos canais visíveis na superfície de Marte construídos por uma civilização inteligente.
A primeira busca de Lowell focou-se na eclíptica, plano enquadrado pelo zodíaco onde os planetas no Sistema Solar se situam. Usando uma câmera fotográfica de cinco polegadas, ele examinou manualmente mais de 200 exposições de três horas com uma lupa, mas não achou nenhum planeta. Naquele momento, Plutão estava muito acima da eclíptica para fotografada. Após ter revisado suas previstas localidades possíveis, Lowell conduziu uma segunda busca de 1914 a 1916. Em 1915, publicou Memórias de um Planeta Transnetuniano, em que ele concluiu que o planeta X tinha uma massa de aproximadamente sete Terras - metade da massa de Netuno - e uma distância média do Sol de 43UA. Ele presumiu que o planeta X seria um objeto extenso e de baixa densidade com um albedo alto como o dos planetas gigantes. Como resultado, isso iria mostrar um disco com diâmetro em torno de um ''arcsegundo'' e um magnitude aparente entre 12 e 13 - claro o suficiente para ser avistado.
Separadamente, em 1908, Pickering anunciou que, analisando irregularidades na órbita de Urano, ele encontrara evidências de um nono planeta. Este, o qual ele apelidou de Planeta O (porque vinha depois de ''N'', de Netuno), possuía um raio orbital médio de 51.9UA e um período orbital de 373.5 anos. Placas tiradas em seu observatório em Arequipa, Peru, não mostraram evidências do planeta, e o astrônomo inglês P. H. Cowell mostrou que as irregularidades observadas na órbita de Urano praticamente desapareceram assim que o deslocamento longitudinal do planeta foi levado em consideração. O próprio Lowell, apesar de sua proximidade a Pickering, desprezou o Planeta O. Sem que Pickering soubesse, quatro de suas placas fotográficas usadas na busca pelo Planeta O por astrônomos no observatório de Mount Wilson em 1919 capturaram imagens de Plutão, todavia este só foi reconhecido anos depois. Pickering sugeriu outros planetas transnetunianos até o ano de 1932, os quais ele nomeou P, Q, R, S, T e U; nenhum jamais foi detectado.

### A descoberta de Plutão

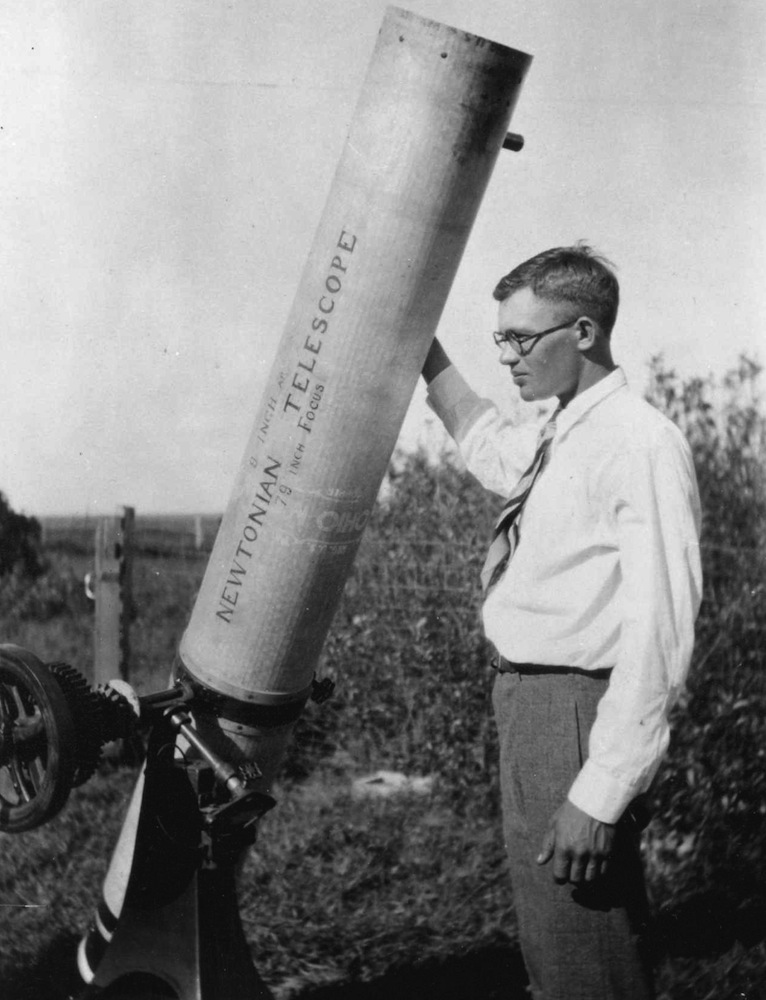
Clyde William Tombaugh

A morte súbita de Lowell em 1916 temporariamente interrompeu a busca pelo planeta X. Falhar em achá-lo, segundo um amigo do astrônomo amador, praticamente o matou. A viúva de Lowell, Constance envolveu-se numa batalha jurídica com o observatório pelo legado de Lowell, o que interrompeu a busca pelo planeta X por vários anos. Em 1925, o observatório obteve discos de vidro para um novo telescópio de campo amplo de 13 cm para continuar com a procura, construído com fundos de Abbott Lawrence Lowell, o irmão de Percival. Em 1929, o diretor do observatório, Vesto Melvin Slipher, sumariamente deu o trabalho de localizar o planeta a Clyde Tombaugh, um jovem de 22 anos de Kansas que apenas chegara ao observatório, depois de Slipher impressionar-se com uma amostra de seus desenhos astronômicos.
A tarefa de Tombaugh era capturar sistematicamente seções do céu à noite em pares de imagens. Cada par de imagens era tirado com duas semanas de intervalo. Ele então pôs ambas as imagens de cada seção numa máquina chamada ''blink comparator'', que, trocando de imagens rapidamente, criava uma ilusão do movimento de qualquer corpo planetário em time-lapse. Para reduzir as chances de que um objeto veloz (e portanto próximo) fosse confundido com um novo planeta, Tombaugh fotografou cada região próxima a seu ponto de oposição, 180 graus do sol, onde o movimento retrógrado aparente para objetos além da órbita da Terra está o mais forte possível. Ele também tirou uma terceira imagem como variável de controle para eliminar qualquer resultado falso causado por defeitos numa placa particular. Tombaugh decidiu fotografar o zodíaco inteiro em vez de focar naquelas regiões sugeridas por Lowell.
No início de 1930, a busca de Tombaugh chegara à constelação de Gemini. Em 18 de Fevereiro de 1930, após pesquisar por quase um ano e examinar quase 2 milhões de estrelas, Tombaugh descobriu um objeto em movimento nas placas fotográficas tiradas em 23 de janeiro e 29 de janeiro daquele ano. Uma fotografia de menor qualidade tirada em 21 de janeiro confirmou o movimento. Após confirmação, Tombaugh foi ao escritório de Slipher e declarou: ''Doutor Slipher, encontrei seu planeta X''. O objeto situava-se apenas seis graus de uma dos locais que Lowell sugerira; logo, parecia que ele vindicara-se. Depois do observatório obter fotografias confirmatórias adicionais, noticia da descoberta foi telegrafada ao observatório do colégio de Harvard em 13 de março de 1930. A decisão de nomeá-lo Plutão visava homenagear Percival Lowell (suas iniciais compõem as primeiras letras do nome do planeta). Após descobrir Plutão, Tombaugh continuou a procurar na eclíptica por outros objetos distantes. Ele encontrou centenas de estrelas variáveis e asteroides, bem como dois cometas, mas nenhum novo planeta.

### Plutão perde o título de planeta X

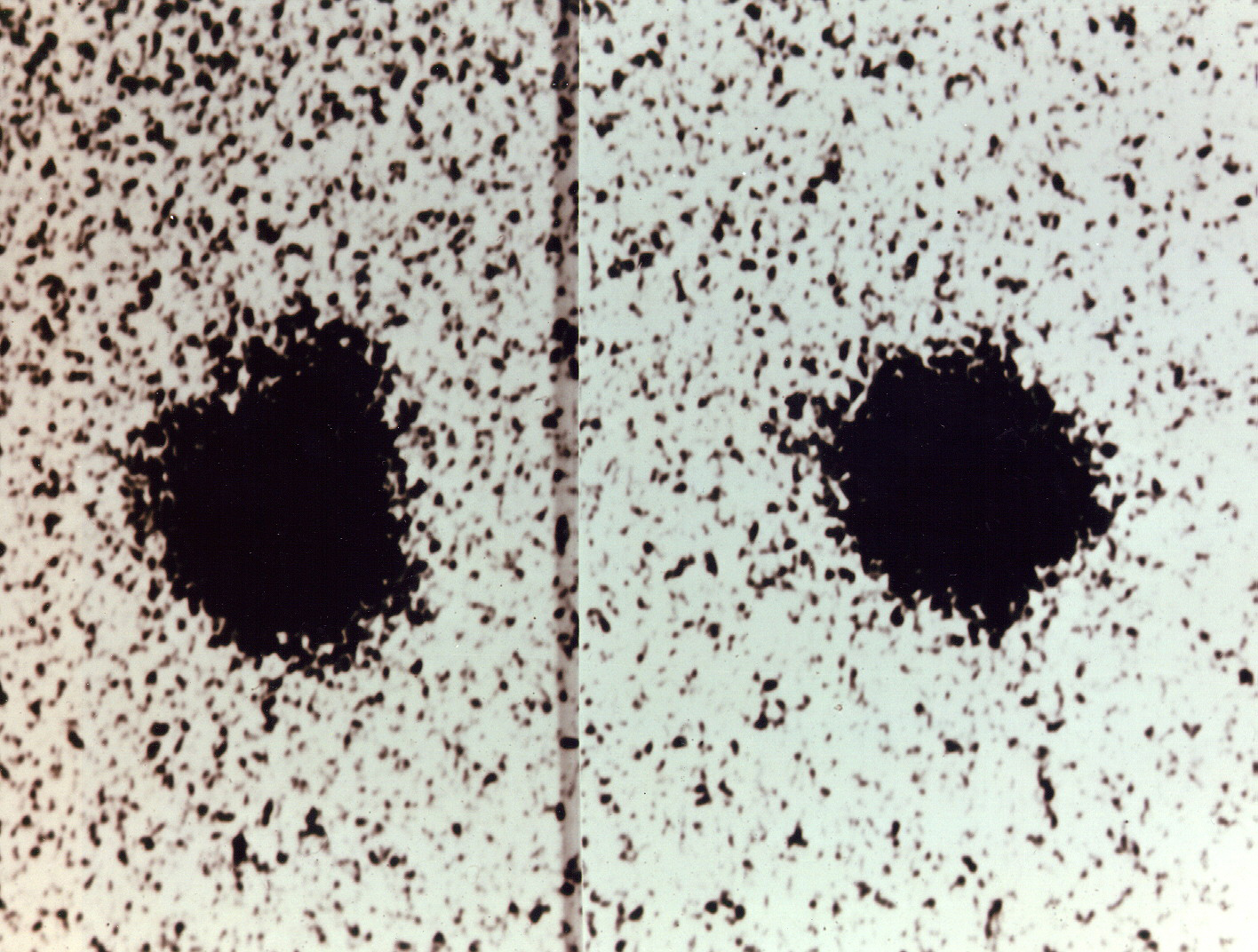
Imagem da descoberta de Charon

Para a decepção e a surpresa do observatório, Plutão não mostrou disco visível algum; aparecia como um ponto, igual a uma estrela, e, com apenas 15 graus de magnitude, era seis vezes mais fraco do que Lowell previu, o que significava que ele era ou muito pequeno, ou muito escuro. Em razão dos astrônomos de Lowell pensarem que Plutão era massivo o bastante para perturbar planetas, eles supuseram que ele deveria ter um albedo de 0.07 (ou seja, refletia apenas 7% da luz que o atingia); tão escuro como asfalto e similar ao Mercúrio, o planeta menos reflexivo conhecido. Isso daria a Plutão um suposto diâmetro de 8,000 km, ou cerca de 60% do da Terra. Observações também revelaram que a órbita de Plutão era muito elíptica, muito mais do que a de qualquer outro planeta.
Quase que imediatamente, alguns astrônomos questionaram o status de Plutão como planeta. Mal anunciou-se sua descoberta, em 14 de abril de 1930, num artigo de New York Times, Armin O. Leuschner sugeriu que a negridão e excentricidade orbital de Plutão o fez mais parecido a um asteroide ou cometa: ''O resultado de Lowell confirma a possível alta excentricidade anunciada por nós em 5 de abril. entre as possibilidades há a de um grande asteroide com sua órbita grandemente afetada pela aproximação a um planeta maior, como Jupiter, ou ele pode um de vários objetos planetários de longo período ainda estão por descobrir, ou um brilhante objeto cometário.'' Naquele mesmo artigo, o diretor do observatório de Harvard, Harlow Shapley, escreveu que Plutão era um ''membro do Sistema Solar não comparável com cometas e asteroides conhecidos, e talvez de maior importância à cosmogonia que seria outro grande planeta além de Netuno.'' Em 1931, usando uma fórmula matemática, Ernest W. Brown afirmou (em acordo com E. C. Bower), que as irregularidades presumidas da órbita de Urano poderiam não ser devido ao efeito gravitacional de um planeta mais distante, e que a suposta previsão de Lowell foi ''puramente acidental''.
Durante o século XX, estimativas da massa de Plutão reduziram-se. Em 1931, Nicholson e Mayall calcularam sua massa, baseado em seu suposto efeito nos planetas gigantes, como sendo aproximadamente a da Terra; Um valor semelhante à massa calculada em 1942 por Lloyd R. Wylie no observatório naval dos Estados Unidos, usando as mesmas suposições. Em 1949, as medições do diâmetro de Plutão de Gerard Kuiper feitas com o telescópio de 200 polegadas no observatório Palomar levou-o a concluir que seu tamanho ficava entre os de Mercúrio e Marte e que sua massa era mais provável de ser 0.1 da massa da Terra. .

Em 1973, Dennis Rawlings pressupôs, baseado nas similitudes com a periodicidade e a variação da amplitude de brilho entre Plutão e a lua de Netuno Tritão, que a massa de Plutão deveria ser similar à de Tritão. Isso é, de fato, verdade, e fora defendido pelos astrônomos Walter Baade e E. C. Bower tão cedo quanto 1934. Entretanto, como acreditava-se que a massa de Tritão fosse 2.5% a do sistema Terra-Lua (mais de dez vezes seu real valor), o cálculo de Rawlins para a massa de Plutão estava similarmente incorreto. Contudo, o valor era diminuto o bastante para ele concluir que Plutão não era o planeta X. Em 1976, Dale Cruikshank, Carl Pilcher e David Morrison, da Universidade do Havaí analisaram o espectro da superfície de Plutão e determinaram que ele deveria conter metano sólido, que é muito reflexivo. Isso significava que Plutão, longe de ser escuro, era excepcionalmente brilhante, e logo provavelmente não era mais que 0.01 da massa da Terra.
| Year | Massa equivalente a      | Notas                           |
| ---- | ------------------------ | ------------------------------- |
| 1931 | 1 Terra                  | Nicholson & Mayall              |
| 1942 | 0.91 da Terra            | Wylie                           |
| 1948 | 0.1 (1/10 da Terra)      | Kuiper                          |
| 1973 | 0.025 (1/40 da Terra)    | Rawlins                         |
| 1976 | .01 (1/100 da Terra)     | Cruikshank, Pilcher, & Morrison |
| 1978 | .002 (1/500 da Terra)    | Christy & Harrington            |
| 2006 | 0.00218 (1/459 da Terra) | Buie et al.                     |

O tamanho de Plutão foi finalmente determinado de forma conclusiva em 1978, quando o astrônomo americano James W. Christy descobriu uma de suas luas, Caronte. Isso permitiu-lhe, com Robert Sutton Harrington, do observatório naval dos Estados Unidos, medir a massa do sistema Plutão-Caronte diretamente observando o movimento orbital da lua à volta de Plutão. . Eles determinaram a massa de Plutão como sendo 1.31×1022 kg; aproximadamente 0.002 daquela da Terra ou um sexto daquela da Lua, muito pequena para esclarecer as discrepâncias nas órbitas dos planetas externos. A previsão de Lowell fora uma coincidência: se houvesse um planeta X, ele não era Plutão.

### Buscas subsequentes pelo Planeta X
Após 1978, uma série de astrônomos persistiram com a busca pelo planeta X, convencidos de que, já que Plutão não era mais um candidato viável, um inobservado décimo planeta deveria estar perturbando os planetas externos.
Nos anos 80 e 90, Robert Harrington liderou uma busca para determinar a real causa das aparentes irregularidades. Ele calculou que qualquer planeta X situaria-se em torno de três vezes a distância de Netuno do Sol; Sua órbita seria muito excêntrica e fortemente inclinada em relação à elíptica - a órbita do planeta teria um ângulo de 32 graus em relação ao plano orbital dos outros planetas conhecidos. Essa hipótese foi recebida com recepção mista. Brian G. Marsden do Minor Planet Center, cético, apontou que essas discrepâncias foram um centésimo do tamanho daquela notada por Le Verrier, e poderia facilmente dar-se devido a um erro de observação.
Em 1972, Joseph Brady do Laboratório nacional de Lawrence Livermore estudou irregularidades no movimento do cometa Halley. Brady afirmou que elas poderiam ser causadas por um planeta do tamanho de Jupiter a 59UA que está numa órbita retrógrada em torno do Sol. Porém, ambos Marsden e o defensor do planeta X P. Kenneth Seidelmann atacou a hipótese, mostrando que o cometa irregular e randomicamente ejeta jatos de material, causando mudanças na sua própria trajetória orbital, e que um objeto tão grande como o planeta X de Brady afetaria severamente a órbita dos planetas externos conhecidos.
Conquanto sua missão não envolvesse uma busca pelo planeta X, o observatório espacial IRAS fez manchetes brevemente em 1983 por obra de um objeto desconhecido que foi primeiramente descrito como ''possivelmente tão largo quanto Jupiter e possivelmente tão perto da Terra que faria parte deste Sistema Solar.'' Análises posteriores revelaram que de diversos objetos não identificados, nove deles eram galáxias distantes e que o décimo eram ''cirros infravermelhos''; nenhum deles eram corpos do Sistema Solar.
Em 1988, A. A. Jackson e R. M. Killen estudaram a estabilidade da ressonância de Plutão com Netuno posicionando ''planetas X'' de teste com várias massas e a várias distâncias de Plutão. A orbita de Plutão e Netuno estão numa ressonância de 3:2, o que previne a colisão deles ou mesmo quaisquer aproximações, independentemente de sua separação no sistema cartesiano. Encontrou-se que a massa hipotética do objeto tinha de exceder 5 massas terrestres para quebrar a ressonância, e o espaço para parâmetros é bem largo e uma grande variedade de objetos poderia ter existido além de Plutão sem perturbar a ressonância. Quatro órbitas teste de um planeta transplutaniano foram integradas a um modelo progressivo - 4 milhões de anos no futuro - a fim de determinar os efeitos de tal corpo na estabilidade de uma ressonância Netuno-Plutão 3:2. Planetas além de Plutão com massas equivalentes a 0.1 e 1 massa da Terra.

### Planeta X refutado
Harrington morreu em janeiro de 1993 sem ter encontrado o planeta X. Seis meses antes, E. Myles Standish usara os dados da passagem da Voyager 2 por Netuno, que revisou a massa total do planeta, reduzindo-a em 0.5% — uma quantia comparável à massa de Marte— para recalcular seu efeito gravitacional em Urano. Quando a recém determinada massa de Netuno foi usada no Laboratório de Desenvolvimento de Propulsão a Jato de Ephemeris (JPL DE), as supostas discrepâncias na órbita de Urano e a necessidade de um planeta X sumiram. Não há nenhuma discrepância nas trajetórias de quaisquer sondas espaciais, como Pioneer 10, Pioneer 11, Voyager 1 e Voyager 2, que possa ser atribuído à força gravitacional de um grande e não descoberto objeto no Sistema Solar exterior. Hoje a maioria dos astrônomos concordam que o planeta X como Lowell definiu-o não existe.

## Descoberta doutros objetos transnetunianos
Após a descoberta de Plutão e Caronte, nenhum outro objeto transnetuniano foi encontrado até 15760 Albion em 1992. Desde então, centenas de tais objetos foram descobertos. A maioria agora é reconhecida como parte do cinturão de Kuiper, um aglomerado de corpos gélidos remanescentes da formação do Sistema Solar que orbita próximo à elíptica logo depois de Netuno. Embora nenhum seja tão grande quanto Plutão, alguns desses distantes objetos transnetunianos, como Sedna, foram inicialmente descritos na mídia como novos planetas.
Em 2005, o astrônomo Mike Brown e seu time anunciaram a descoberta de 2003 UB313 (depois nomeado Eris, derivado da deusa grega da discórdia e conflito), um objeto transnetuniano que pensaram ser um pouco maior que Plutão. Logo depois, um boletim de impressa do Laboratório de Propulsão a Jato da NASA descreveu o objeto como o décimo planeta.
Eris nunca foi oficialmente classificada como um planeta, e a redefinição do termo planeta de 2006 definiu ambos Eris e Plutão como planetas anões pois não dominavam seus vizinhos. Eles não orbitavam o Sol sozinhos, mas como parte de uma população de objetos de tamanhos similares. Plutão por si só é agora reconhecido com sendo membro do cinturão de Kuiper e como maior planeta anão, maior que o mais massivo Eris.
Diversos astrônomos, mais notavelmente Alan Stern, o chefe da missão New Horizons da NASA, argumenta que a definição da IAU é falha e que Plutão, Eris e todos os objetos transnetunianos, como Makemake, Sedna, Quaoar, Varuna e Haumea deveriam se considerados planetas por direito próprio.  No entanto, a descoberta de Eris não reabilitou a teoria do planeta X porque ele era muito pequeno para ter efeitos significativos nas órbitas dos planetas externos.

## Planetas transnetunianos propostos subsequentemente
Conquanto a maioria dos astrônomos aceite que o planeta X de Lowell não exista, alguns reviveram a ideia de um grande inobservado planeta que poderia criar efeitos gravitacionais observáveis no Sistema Solar externo. Esses objetos hipotéticos são frequentemente remetidos ao planeta X, não obstante o conceito desses objetos possam diferir consideravelmente daquele proposto por Lowell.

### Órbita de objetos distantes
Órbita de Sedna

A órbita de Sedna (vermelha) comparado às órbitas de Jupiter (laranja), Saturno (amarelo), Urano (verde), Netuno (azul) e Plutão (roxo)

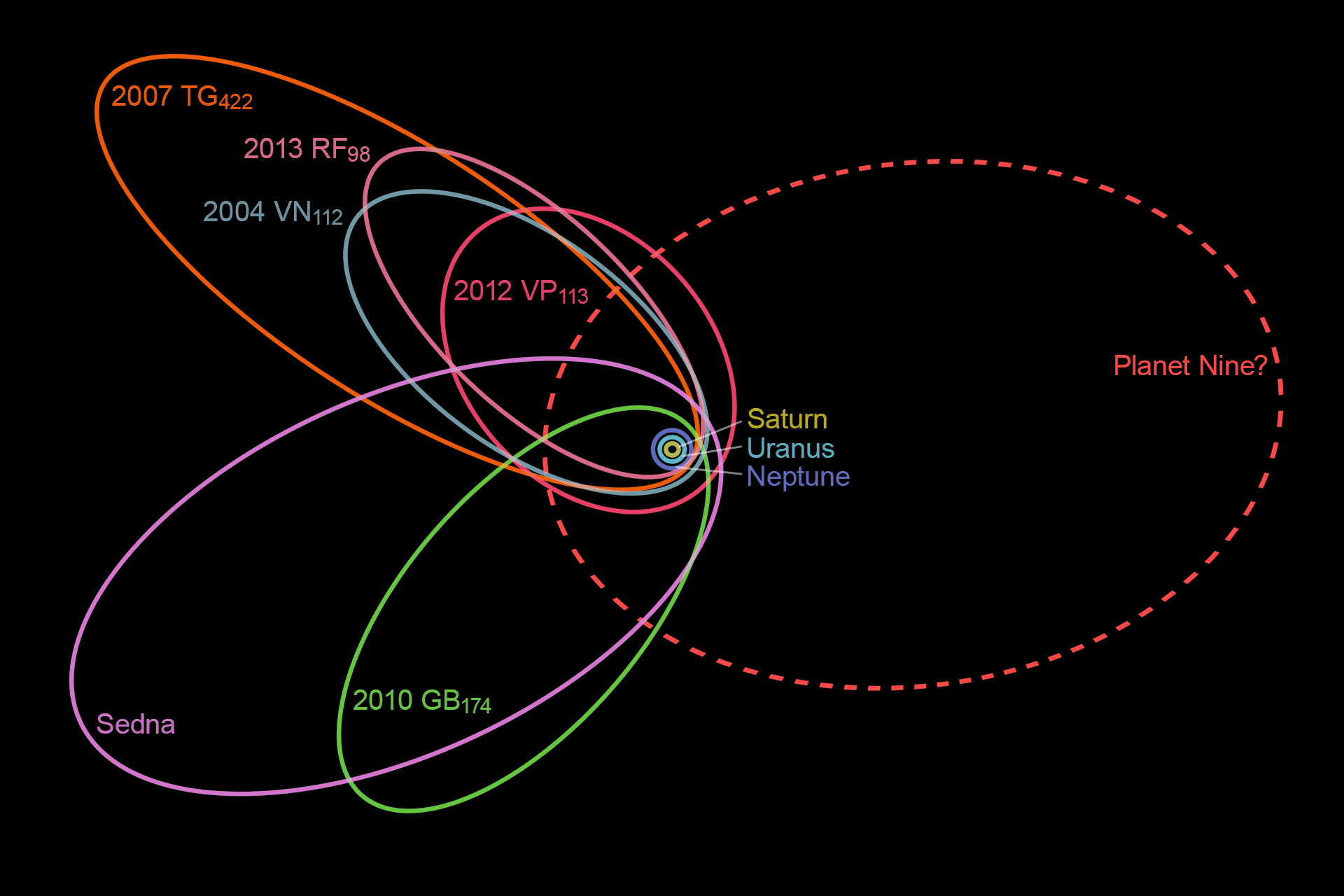
Previsão do hipotético nono planeta baseando em clustering

Quando Sedna foi descoberta, sua órbita extrema levantou questões acerca de sua origem. Seu periélio é tão distante (aproximadamente 75UA) que nenhum mecanismo observado atualmente pode explicar sua órbita excêntrica. Ela está muito distante dos planetas para afetar-se pela gravidade de Netuno ou dos outros planetas gigantes e muito atada ao Sol para afetar-se por forças externas, como as correntes galáticas. Hipóteses para explicá-la incluem a que ela foi afetada por uma estrela passando que foi capturada por outro sistema planetário ou que movida para sua atual posição por um planeta transnetuniano. A solução mais óbvia para determinar sua órbita peculiar seria localizar múltiplos objetos numa região similar, cujas configurações de órbitas variadas proveriam uma indicação do seu passado histórico. Se Sedna fora atraído para sua órbita por um planeta transnetuniano, quaisquer outros objetos encontrados em sua região teriam similar periélio ao de Sedna (em torno de 80UA).
Órbitas alongadas de grupo de objetos do cinturão de Kuiper
Em 2012, Rodney Gomes do Observatório Nacional do Brasil modelou as órbitas de 92 objetos do cinturão de Kuiper e constatou que seis daquelas órbitas eram de longe mais alongadas do que o modelo previa. Ele concluiu que a explicação mais simples era a atração de um distante planeta, como um objeto do tamanho de Netuno a 1500UA ou um objeto do tamanho de Marte a cerca de 53UA.
A descoberta de 2012 VP113 e a aglomeração orbital de objetos do cinturão de Kuiper
Em 2014, astrônomos anunciaram a descoberta de 2012 VP113, um largo objeto com uma órbita semelhante à da Sedna de 4200 anos e um periélio em torno de 80UA, o que os levou a sugerir que isso oferecia evidência de um potencial planeta transnetuniano. Trujillo e Sheppard argumentaram que o agrupamento orbital de argumento de periastro para VP113 e outro extremamente distante planeta transnetuniano sugeria a existência de uma super Terra dentre 2 e 15 massas terrenas além de 200UA e possivelmente numa órbita inclinada de 1500UA.
Em 2014, astrônomos da Universidad Complutense em Madri sugeriram que os dados disponíveis na verdade indicam mais de um planeta transnetuniano.
Análises subsequentes e hipótese do nono planeta
Em 20 de janeiro de 2016, Brown e Konstatin Batygin publicaram um artigo confirmando os achados iniciais de Trujillo e Sheppard, propondo uma super Terra (apelidado de nono planeta) baseado num aglomerado de estatísticas de argumentos de periastro próximo a zero, e também nodos ascendentes perto de 113º de seis distantes objetos transnetunianos. Eles estimaram que ele seja dez vezes a massa da Terra (quase 60% da massa de Netuno) com um semieixo maior de aproximadamente 400–1500UA.

### Probabilidade
Mesmo sem evidência gravitacional, Mike Brown, o descobridor de Sedna, argumentara que a órbita de 12,000 anos deste significa que a probabilidade sozinha sugere que um objeto do tamanho da Terra existe além de Netuno. A órbita de Sedna é tão excêntrica que passa apenas uma pequena fração de seu período orbital perto do Sol, onde ela pode ser melhor observada. Isso significa que, a menos que sua descoberta tenha sido um acidente, há probabilidade de uma significativa população de objetos de aproximadamente o diâmetro de Sedna ainda por serem observados em sua região orbital. Mike Brown notou que "Sedna é por volta de três quartos o tamanho de Plutão. Se há 60 objetos de três quartos o tamanho de Plutão lá fora, logo existe chances de 40 objetos terem o tamanho deste... Se há 40 objetos do tamanho de Plutão, logo existe provavelmente dez que são o dobro de seu tamanho. Há probabilidade de três ou quatro serem o triplo do tamanho dele, e o maior desses objetos é certamente o tamanho de Marte ou da Terra.'' Contudo, ele aponta que, caso tais objetos sejam encontrados, embora possa aproximar-se da Terra em tamanho, eles ainda seriam planetas anões conforme a atual definição, uma vez que não teria dominado sua vizinhança suficientemente.

### Falésia de Kuiper
Adicionalmente, a especulação de um planeta transnetuniano potencial girava em torno da assim-chamada falésia de Kuiper. O cinturão de Kuiper termina subitamente na distância de 48UA do Sol. Brunini e Melita especularam que essa parada súbita pode ser atribuída à presença de um objeto com a massa entre as de Marte e da Terra situado além de 48UA. A presença de um ojeto com massa similar à de Marte numa órbita circular de 60UA leva a uma população de objetos transnetunianos incompatível com as observações. Por exemplo, iria drasticamente esgotar a população plutina. Astrônomos não excluíram a possibilidade de um objeto com massa similar à da Terra situado a mais que 100UA com uma órbita excêntrica e inclinada. Simulações de computador de Patryk Lykawka da Kobe University sugeriram que um objeto com massa entre 0.3 e 0.7 da massa da Terra ejetados para fora por Netuno no início da formação do Sistema Solar e numa órbita alongada entre 101 e 200UA do Sol poderia explicar a falésia de Kuiper e os peculiares objetos separados, como Sedna e 2012 VP113. Embora alguns astrônomos, como Renu Malhotra e David Jewitt, tenham apoiado cautelosamente essas afirmações, outros, como Alessandro Morbidelli, descartaram tais como ''forçadas''.

### Outros planetas propostos
Tyche foi um gigante de gás proposto para situar-se na nuvem de Oort do Sistema Solar. Ele foi primeiramente proposto em 1999 pelos astrofísicos John Matese, Patrick Whitman e Daniel Whitmire da universidade de Louisiana em Lafayette. Eles argumentaram que evidências da existência de Tyche poderia ser vistas num suposto viés nos pontos de origem de cometas de período longo. Em 2013, Matese e Whitmire reavaliaram os dados do cometa e notaram que Tyche, se existisse, seria detectável no banco de dados que foi coletado pelo telesópio WISE. Em 2014, a NASA anunciou que a pesquisa do WISE eliminou a possibilidade de qualquer objeto similares a Tyche, indicando que Tyche como foi suposto por Matese, Whitman e Whitmire não existe.
A teoria oligarca da formação dos planetas afirma que havia centenas de objetos do tamanho de planetas conhecidos como oligarcas nos estágios iniciais do desenvolvimento do Sistema Solar. Em 2005, o astrônomo Eugene Chiang especulou que, embora alguns desses oligarcas tornassem-se os planetas que conhecemos hoje, a maioria foi lançada para fora por interações gravitacionais. Alguns podem ter escapado do Sistema Solar juntos, tornando-se planetas interestelares, enquanto outros orbitariam numa auréola à volta do Sistema Solar com períodos orbitais de milhões de anos. Essa auréola situaria-se entre 1,000 e 10,000UA do Sol ou entre um terço e um trigésimo da distância da nuvem de Oort.
Em dezembro de 2015, astrônomos de Atacama Large Milimeter Array (ALMA) detectaram uma breve série de pulsos de 350 GHz que eles concluíram ser ou uma série de independente fontes ou uma fonte singular e veloz. Decidindo que o último era o mais provável, eles calcularam baseando-se em sua velocidade que o objeto, o qual eles nomearam Gna em homenagem à veloz deusa mensageira da mitologia Nórdica, teria distância de 12 a 25UA e possuiria o tamanho de um planeta anão de diâmetro de 220 a 880 km. Todavia, se fosse um planeta interestelar não preso ao Sol e situasse-se tão longe quanto a 4000UA, ele poderia ser muito maior. O estudo nunca foi formalmente aceito e foi suspenso até que a detecção seja confirmada. A reação de cientistas à noticia foi amplamente cética; Mike Brown comentou: ''Se for verdade que ALMA acidentalmente descobriram um massivo objeto externo ao Sistema Solar com seu minúsculo campo de visão, isso sugeriria que há algo entre 200,000 planetas do tamanho da Terra no Sistema Solar externo, o que, um, não... melhor ainda! Eu acabei de perceber que essa enorme quantidade de planetas existindo iria desestabilizar todo o Sistema Solar, e então todos nós iríamos morrer!'"

## Restrições em planetas adicionais
Desde 2016, as seguintes observações restringem severamente a massa e distância de qualquer planeta adicional possível do Sistema Solar:
- Uma análise das observações de luz infravermelha com o telescópio WISE eliminou a possibilidade de um objeto do tamanho de Saturno (95 vezes a massa da Terra) para 10,000UA, e um objeto maior ou igual ao tamanho de Jupiter para 26,000UA.[5]

- Usando dados modernos na precessão anômala do periélio de Saturno, da Terra e de Marte, Lorenzo Iorio concluiu que qualquer planeta desconhecido com massa 0.7 vezes à da Terra deveria estar acima de 350-400UA; um com duas vezes a massa da Terra, acima de 496-570UA; e finalmente um com massa 15 vezes à da Terra, acima de 970-1111UA.[83] Além disso, Iorio indicou que efemérides dos planetas externos do Planeta Solar proveram ainda mais severas restrições: nenhum corpo celestial com massa 15 vezes à da Terra pode existir mais perto que 1100-1300UA .[84] Contudo, um estudo de outro grupo de astrônomos usando um mais compreensível modelo do Sistema Solar descobriu que a conclusão de Iorio estava apenas parcialmente correta. A análise deles dos dados de Cassini de resíduos orbitais de Saturno constatou que as observações eram inconsistentes com um corpo planetário de órbita e massa similar à do nono planeta de Batygin e Brown, tendo uma anomalia verdadeira de -130º a -110º ou -65º a 85º. Ademais, a análise constatou que a órbita de Saturno é ligeiramente melhor explicada se tal corpo está localizado numa anomalia verdadeira de117.8°+11°
−10°º. Nessa localidade, seria aproximadamente 630UA perto do Sol.[85]

### Telescópios de busca
- Large Synoptic Survey Telescope (LSST)
- Pan-STARRS
- Wide-field Infrared Survey Explorer (WISE)